# Gare de La Pointe - Bouchemaine
La gare de La Pointe - Bouchemaine est une ancienne gare ferroviaire française, aujourd’hui fermée, de la ligne de Tours à Saint-Nazaire, située sur le territoire de la commune de Bouchemaine, dans le département de Maine-et-Loire en région Pays de la Loire.

## Situation ferroviaire
Établie à 26 mètres d'altitude, la gare de La Pointe - Bouchemaine était située au point kilométrique (PK) 350,327 de la ligne de Tours à Saint-Nazaire entre les gares ouvertes d'Angers-Saint-Laud et de Savennières - Béhuard. Elle est séparée de Savennières - Béhuard par la gare également fermée de Béhuard-les-Forges.

## Histoire

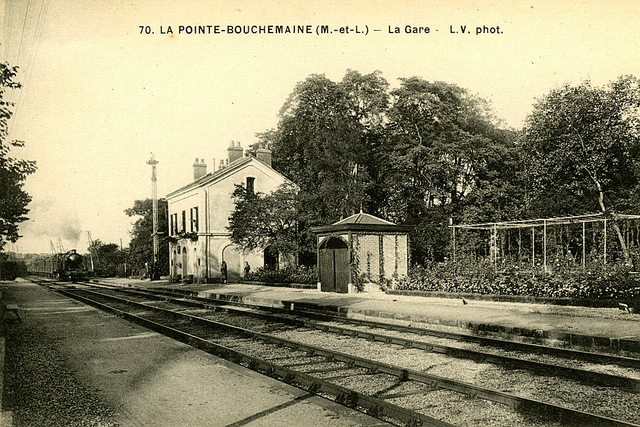
La gare de Bouchemaine.

Cette gare avait remplacé deux points d’arrêt mis en service lors de l’ouverture de la ligne d’Angers à Nantes le 21 août 1851 : l’un situé au cœur du village de Chantourteau, l’autre situé plus près du pont de la Maine.
Elle était munie d'un bâtiment voyageurs identique à celui de la gare de Champtocé-sur-Loire.
Il s'agit d'un édifice à étage de trois travées espacées sous une toiture à deux versants longitudinale avec une fenêtre rectangulaire au pignon. Les ouvertures du rez-de-chaussée sont à arc en plein cintre ; l'arc médian est plus haut que les deux autres.

## Services voyageurs
La gare est aujourd’hui fermée à tout trafic. En 2011, il ne reste plus que les quais et leur abri.
Les TER ont cessé de desservir ce qui était alors un point d’arrêt non géré (PANG) le 29 septembre 1996. Auparavant, Cet arrêt était desservi principalement par les TER circulant entre Angers et Cholet et plus rarement par ceux circulant entre Angers et Nantes. Le matin, deux trains permettaient de rallier Angers (du lundi au samedi, en provenance de Cholet) ; le midi un train permettaient d’en revenir et était à destination de Cholet (du lundi au samedi), pendant qu’un autre en provenance de Nantes permettait de nouveau de rejoindre Angers (tous les jours). Le soir, en provenance d’Angers et à destination de Cholet, deux trains desservaient l’arrêt (trois les vendredis, un le samedi et aucun le dimanche) alors qu’un autre en provenance de Nantes et à destination d’Angers en faisait de même tous les jours. Il y avait donc 7 trains qui s’y arrêtaient en semaine.

## Services marchandises
Il existe également deux voies de services permettant de desservir le dépôt pétrolier de Bouchemaine de la Compagnie Commerciale de Manutention Pétrolière. Les citernes proviennent de la raffinerie de Donges et sont déchargées sur ces voies de service.